# Avgenikí
Avgenikí, en grec moderne : Αυγενική, est un village du dème de Héraklion, dans le district régional de Héraklion, de la Crète, en Grèce. Selon le recensement de 2001, la population d'Avgenikí compte 804 habitants.
Le village est situé à une altitude de 310 m et à une distance de 20,7 km de Héraklion. Le village est mentionné dans les recensements vénitiens. Le nom hellénisé qu'il avait pendant la période vénitienne peut être attribué au mot Eugenikí (Ευγενική), c'est-à-dire à un endroit où vivaient des nobles. Dans le recensement de Castrofilaca, Evienichi est cité avec 205 habitants,  en 1583 . Avec le nom Evienichi, il est mentionné dans d'autres listes des villages de Crète, en 1577 et en 1630.